# Vær Sogn
Vær Sogn er et sogn i Horsens Provsti (Århus Stift).
I 1800-tallet var Nebel Sogn anneks til Vær Sogn. Begge sogne hørte til Voer Herred i Skanderborg Amt. Vær-Nebel sognekommune blev ved kommunalreformen i 1970 indlemmet i Horsens Kommune.
I Vær Sogn ligger Vær Kirke.
I sognet findes følgende autoriserede stednavne:
- Blirup (bebyggelse, ejerlav)
- Brakør Skov (areal)
- Dyrkær (areal)
- Galgehøj (areal)
- Haldrup (bebyggelse, ejerlav)
- Haldrup Bakke (bebyggelse)
- Haldrup Bjerge (bebyggelse)
- Haldrup Overmark (bebyggelse)
- Haldrup Strand (bebyggelse)
- Hugkær (bebyggelse)
- Husodde (areal, bebyggelse)
- Kærskov (areal)
- Meldrup (bebyggelse, ejerlav)
- Rævbjerg (bebyggelse)
- Stensballe (bebyggelse, ejerlav)
- Stensballe Bjerge (bebyggelse)
- Stensballegård (ejerlav, landbrugsejendom)
- Sundet (bebyggelse)
- Vær (bebyggelse)
- Værholm (bebyggelse)